# 仁礼景範

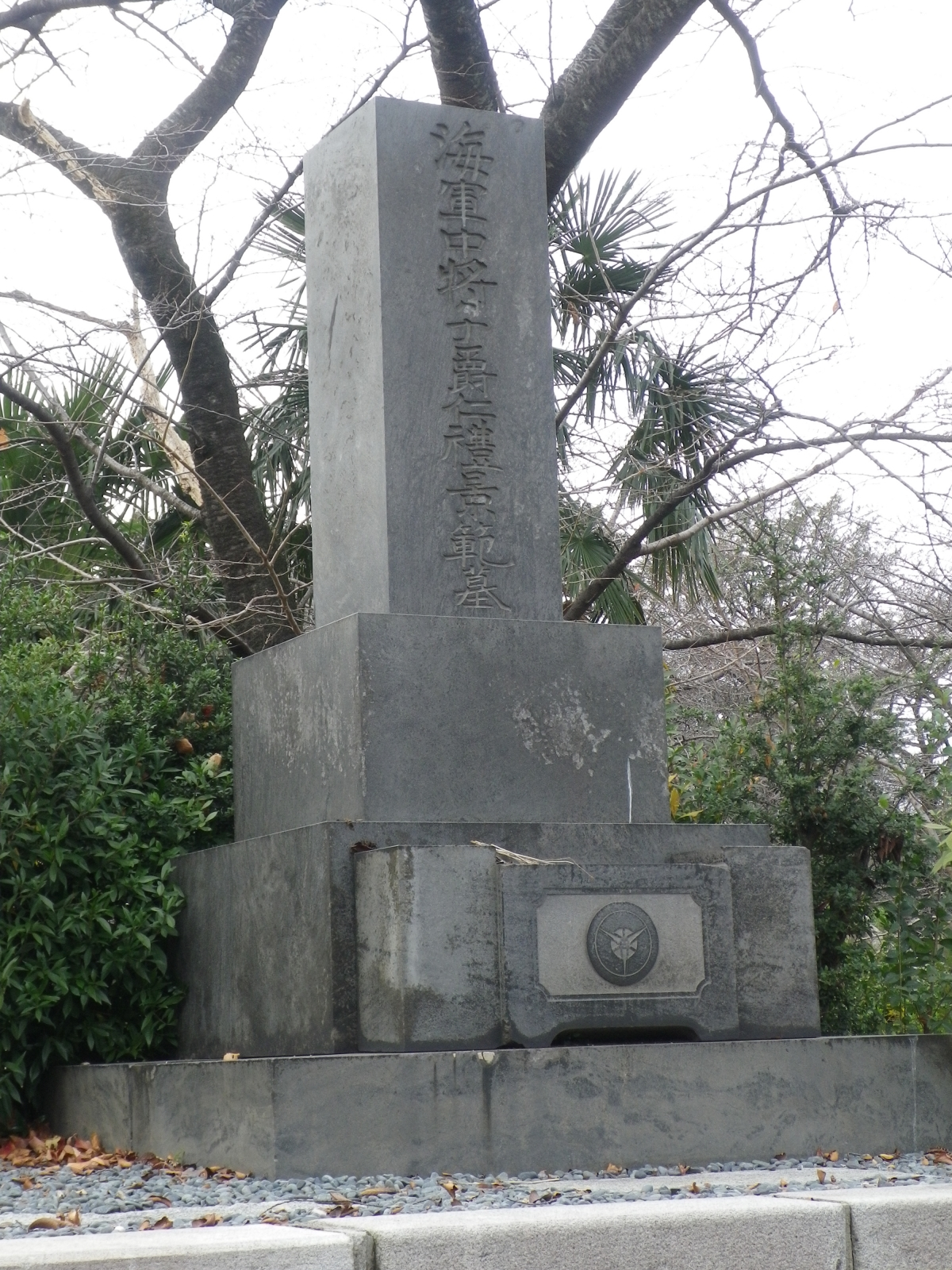
仁礼景範の墓

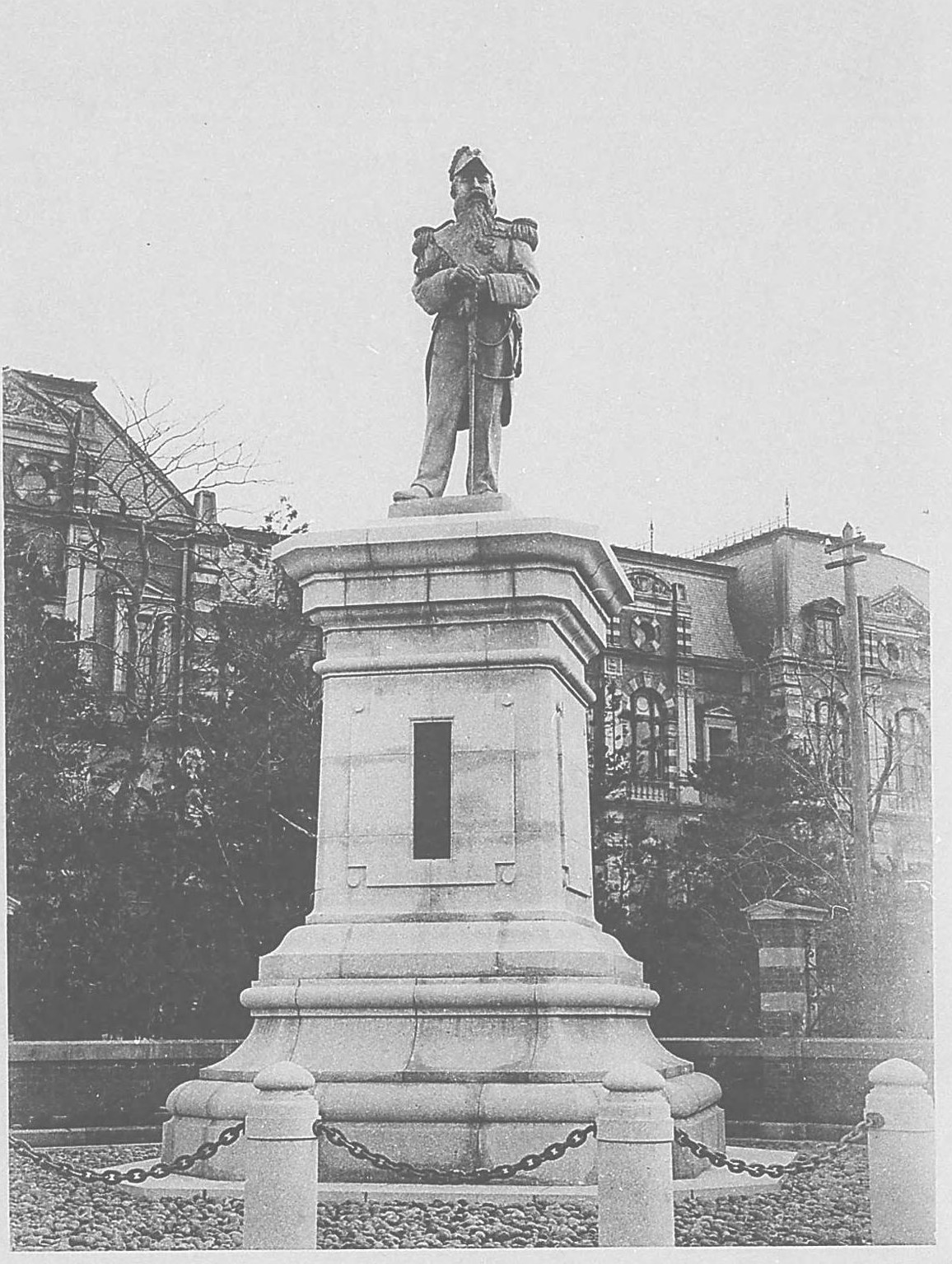
海軍省にあった銅像

仁礼 景範（旧字体：仁禮 景範、にれ かげのり、1831年4月6日（天保2年2月24日） - 1900年（明治33年）11月22日）は、日本の武士、海軍軍人。最終階級は海軍中将。栄典は従二位勲一等子爵。通称は源之丞、平助、平輔。
海軍軍令部長、海軍大臣、枢密顧問官を歴任した。

## 来歴
1831年（天保2年）、薩摩藩士仁礼源之助の次男として生まれる。1859年（安政6年）、誠忠組に参加、尊攘運動に投じた。1863年（文久3年）、朔平門外の変では、京都守護職の会津藩が容疑者とされた田中新兵衛の寓居を急襲した際に、田中新兵衛と一緒にいた仁礼も、下僕の太郎ともども逮捕され連行された。後に容疑は晴れて、無罪放免となった。同年の薩英戦争では「スイカ売りの決死隊」に加わった。1867年（慶応3年）に藩命によりアメリカに留学（薩摩藩第二次米国留学生）。帰国後、1871年（明治4年）兵部省に入る。1872年、海軍に出仕して海軍少佐。1874年、海軍大佐。1877年、西南の役時には長崎臨時海軍事務局局長、1878年、海軍兵学校校長、1880年に少将。1881年、東海鎮守府長官、さらに中艦隊司令官、軍事部長などを歴任。
1883年12月、樺山資紀の海軍大輔就任後、樺山と共に海軍省軍事部設置に努力。1884年2月、設置後に部長に就任した。同年、子爵。
1885年（明治18年）、伊藤博文に従い清国訪問、同年中将。1886年（明治19年）より海軍参謀本部次長、参謀本部長、1889年、横須賀鎮守府司令長官、1891年、海軍大学校校長、1892年、第2次伊藤内閣の海軍大臣に就任、海軍備の充実に力を注いだ。陸軍の参謀本部から海軍軍令権の独立に尽力し、1893年に軍令部が設置され軍令部長（のちの軍令部総長）に就任するが、結局陸軍の反対により頓挫した。さらに民党や文官側より、海軍行革に不熱心との批判を受けて辞意を表明。伊藤博文は先の和協詔勅において、政府の公約であった海軍行革の推進と野党の国民協会の会頭（党首）・西郷従道の引抜きを図るために辞任を認め、1893年3月、予備役編入。同年西郷従道とかわって枢密顧問官に就任。1897年、議定官。
仁礼は西郷従道、川村純義とともに海軍三元勲といわれた。
1900年（明治33年）11月22日、69歳で死去。墓所は青山霊園(1イ5-4-1-10)。

## 栄典
位階
- 1885年（明治18年）9月16日 - 従四位[9]
- 1886年（明治19年）10月20日 - 従三位[10]
- 1892年（明治25年）9月26日 - 正三位[11]
- 1897年（明治30年）12月27日 - 従二位[12]

爵位
- 1884年（明治17年）7月7日 - 子爵[7]

勲章等
| 受章年                     | 略綬 | 勲章名                   | 備考 |
| -------------------------- | ---- | ------------------------ | ---- |
| 1878年（明治11年）1月4日   |      | 勲三等旭日中綬章         |      |
| 1882年（明治15年）12月29日 |      | 勲二等旭日重光章         |      |
| 1889年（明治22年）11月25日 |      | 大日本帝国憲法発布記念章 |      |
| 1893年（明治26年）6月29日  |      | 勲一等瑞宝章             |      |
| 1900年（明治33年）11月21日 |      | 旭日大綬章               |      |

## 逸話
仁礼の飼っていた犬が上野公園にある西郷隆盛の像の犬のモデルとなったことが、娘の春子によって証言されている。像の建設にあたり、そのモデルとすべき薩摩犬を都内において見つけることが出来ずにいたところ、春子が可愛がっていた犬が薩摩犬であることが分かり、急遽モデルとなった。

## 親族
- 長男：景一（海軍少佐。子爵。米国アナポリス海軍兵学校出身。「初瀬」分隊長として日露戦争で戦死[18]）1869年生〜1904年没
- 娘：春子（第30代内閣総理大臣斎藤実夫人）1873年生〜1971年没
- 次男：景助（子爵、北海道河東郡音更町で仁礼農場経営）1875年生〜1927年没
- 三男：景雄（昆虫学者）1884年生〜1926年没
- 孫：高田利貞（陸軍少将）1890年生〜1957年没
- 孫：高田利種（海軍少将）1895年生〜1987年没
  - 曽孫：高田知夫（海軍少佐）- 高田利種の養子

## 関連文献
- 渡辺幾治郎『仁礼景範中将』（無敵海軍の父、東京新聞社編）東宝書店、1944年2月。
- 犬塚孝明「仁礼景範航米日記」（『研究年報』第13号、鹿児島県立短期大学地域研究所、1985年3月）、同「仁礼景範航米日記（その二）」（同誌第14号、1986年3月）
- 山村義照「仁礼景範」（朝日新聞社編『朝日日本歴史人物事典』朝日新聞社、1994年11月）
- 松下芳男『日本軍閥の興亡 上』芙蓉書房、1984年。

| 軍職              | 軍職                                                                                             | 軍職              |
| ----------------- | ------------------------------------------------------------------------------------------------ | ----------------- |
| 先代 中牟田倉之助 | 東海鎮守府司令長官 第4代：1881年6月17日 - 1882年10月12日                                         | 次代 中牟田倉之助 |
| 先代 新設         | 海軍軍令部長 在任中に参謀本部次官、更に参謀本部海軍部長に改称 初代：1886年3月16日 - 1889年3月8日 | 次代 伊藤雋吉     |
| 先代 中牟田倉之助 | 横須賀鎮守府司令長官 第2代：1889年3月8日 - 1891年6月17日                                         | 次代 赤松則良     |
| 先代 林清康       | 海軍大学校校長 第4代：1891年6月17日 - 1892年8月8日                                               | 次代 空席         |
| 公職              |                                                                                                  |                   |
| 先代 樺山資紀     | 海軍大臣 第6代：1892年8月8日 - 1893年3月11日                                                     | 次代 西郷従道     |
| 日本の爵位        |                                                                                                  |                   |
| 先代 叙爵         | 子爵 仁礼（景範）家初代 1884年 - 1900年                                                          | 次代 仁礼景一     |